# Spaghetti alle vongole
Spaghetti alle vongole er en traditionel italiensk pastaret med muslinger, der er særligt populær i Campania, hvor den er en del af det traditionelle napolitanske køkken.